# Paníkosz Krisztálisz
Paníkosz Krisztálisz, görögül: Πανίκος Κρυστάλλης (Amíandosz, 1938. július 1. – 2025. június 9.) válogatott ciprusi labdarúgó, csatár, edző. Ciprusi bajnoki gólkirály (1960–61).

## Pályafutása

### Klubcsapatban
1955–56-ban az AÉ Lemeszú, 1956 és 1961 között az Apóllon Lemeszú, 1961 és 1963 között a görög AÉK, 1963 és 1969 között az Apóllon Lemeszú, 1970 és 1974 között az AÉ Lemeszú labdarúgója volt. Két ciprusi bajnoki címet és egy kupagyőzelmet szerzett csapataival. Az 1960–61-es idényben a ciprusi bajnokság gólkirálya lett 26 találattal. Az AÉK együttesével egy görög bajnoki címet szerzett.

### A válogatottban
1960 és 1969 között 20 alkalommal szerepelt a ciprusi válogatottban és négy gólt szerzett.

### Edzőként
967 és 1969 között az Apóllon Lemeszú játékos-edzőjeként tevékenykedett. 1972 és 1976 között az AÉ Lemeszú szakmai munkáját irányította. 1976–77-ben a ciprusi válogatott szövetségi kapitányként dolgozott. 1977 és 1981 között az ASZ Evagórasz Páfu vezetőedzője volt.

## Sikerei, díjai

### Játékosként
AÉ Lemeszú
- Ciprusi bajnokság
  - bajnok (2): 1954–55, 1955–56

 Apóllon Lemeszú
- Ciprusi bajnokság – másodosztály
  - bajnok: 1956–57
- Ciprusi bajnokság
- gólkirály: 1960–61 (26 gól)
- Ciprusi kupa
  - győztes: 1966

 AÉK
- Görög bajnokság
  - bajnok: 1962–63

### Edzőként
Apóllon Lemeszú
- Ciprusi kupa
  - győztes: 1967